# TvOS
tvOS — операционная система, разрабатываемая корпорацией Apple для устройств линейки Apple TV. Основана на iOS, впервые выпущена 9 сентября 2015 года. Разработана на основе iOS, поэтому tvOS унаследовала многие специальные возможности iOS и macOS.

## Описание
Одной из главных особенностей tvOS является взаимодействие с интерфейсом с помощью пульта Siri Remote с поддержкой мультитач-жестов, iPhone с iOS 12 и новее или iPad с iPadOS 13 и новее. В системе присутствует встроенный магазин приложений App Store, с помощью которого у пользователя появляется возможность устанавливать сторонние приложения, а также голосовой ассистент Siri с поддержкой русского языка. Поддерживается возможность подключения клавиатур, наушников, акустических систем, а также геймпадов с помощью протокола Bluetooth. Благодаря тесной интеграции tvOS в экосистему, пользователю предоставляется возможность воспроизводить контент с других устройств от Apple на Apple TV или выводить звук на наушники модельной линейки AirPods по протоколу AirPlay. tvOS включает в себя технологии Apple VoiceOver , Zoom и Siri, которые помогают слепым и слабовидящим. VoiceOver, средство чтения с экрана от Apple, доступно более чем на 30 языках и позволяет слабовидящим пользователям узнавать, что происходит на визуальном дисплее, и вводить ответы на экранные подсказки. VoiceOver использует жесты, аналогичные другим продуктам Apple (щелчки, касания и ротор).
Как и в других продуктах Apple, таких как iPhone с последовательностью трех щелчков по кнопке «Домой», чтобы активировать специальные возможности, с tvOS Apple TV пользователь может активировать VoiceOver без какого-либо процесса установки. Нужно только трижды щелкнуть кнопку «Меню» на пульте Siri Remote, и Apple TV проведет пользователя через полную первоначальную настройку — задачу, которая нетривиальна для слабовидящих в большинстве сопоставимых продуктов на рынке.
Ещё одна функция специальных возможностей — увеличение контрастности экрана за счет уменьшения прозрачности фоновых элементов на страницах фильмов и телепередач, вкладок меню и других частей операционной системы. Также можно включить высокую контрастность с помощью курсора, чтобы лучше очертить сфокусированный контент. Пользователь также может включить функцию «Уменьшить движение», которая в некоторых действиях на экране, таких как перемещение между значками приложений на главном экране и запуск приложений, визуально проще, что полезно для снижения нагрузки на глаза.
tvOS позволяет пользователям смотреть фильмы со звуковым описанием того, что отображается на экране. Фильмы со звуковыми описаниями отображаются со значком AD (аудиоописание) в iTunes Store для tvOS и в iTunes на Macintosh или ПК с Windows.
Сопряжение клавиатуры Bluetooth с tvOS на Apple TV включает ещё одну функцию специальных возможностей, которая также является включением VoiceOver. При наборе текста VoiceOver воспроизводит звуковым сигналом каждый символ, нажатый на клавиатуре, и повторяется снова при вводе. Apple TV предназначен для работы с беспроводной клавиатурой Apple или клавиатурой Apple Magic Keyboard . Однако он будет работать практически с любой маркой Bluetooth-клавиатуры.
Apple TV с tvOS и без неё поддерживает скрытые субтитры, поэтому глухие и слабослышащие могут смотреть сериалы и полнометражные фильмы. Совместимые эпизоды и фильмы обозначаются значком CC (скрытые субтитры) или SDH (субтитры для глухих или слабослышащих) в iTunes Store либо на Apple TV, либо в самом iTunes. Зритель может настраивать титры в эпизодах или фильмах, используя стили и шрифты, более подходящие для его слуха и/или нарушения зрения.
Поверхность Touch на пульте Siri Remote можно настраивать. Отслеживание, если установлено значение «Быстро», регулирует движения большого пальца, чтобы увеличить расстояние в зависимости от того, насколько далеко большой палец переместился на стеклянной сенсорной панели. И наоборот, если отслеживание настроено на медленное, большие движения большого пальца на сенсорной панели уменьшат расстояние, пройденное на экране. Это может помочь людям с ограниченными возможностями.
Приложение Apple Remote на устройствах iOS позволяет управлять Apple TV с iPhone, iPad или iPod Touch. Удаленное приложение iOS повышает доступность Apple TV, включая Switch Control. Switch Control — это уникальная технология Apple, которая обеспечивает последовательную навигацию по элементам на экране и выполнение определённых действий, таких как выбор, касание, перетаскивание, ввод с помощью аппаратного переключателя стороннего производителя с поддержкой Bluetooth, предназначенного для людей с ограниченными возможностями.

## Версии
30 октября 2015 г. стала доступна Apple TV четвёртого поколения, поставляемая с tvOS 9.0. 9 ноября 2015 г. была выпущена tvOS 9.0.1, в первую очередь обновление для решения мелких проблем.
tvOS 9.1 была выпущена 8 декабря 2015 года вместе с OS X 10.11.2, iOS 9.2 и watchOS 2.1. Наряду с этими обновлениями Apple также обновила приложения Remote для iOS и watchOS, предоставив базовые функции удаленного управления для Apple TV четвёртого поколения (ранее указанное приложение работало только с прошлыми версиями Apple TV).
25 ноября 2015 года Facebook представил свой SDK для tvOS, позволяющий приложениям входить в Facebook, делиться ими с Facebook и использовать Facebook Analytics так же, как это могут делать приложения iOS.
2 декабря 2015 г. Twitter представил свою службу аутентификации при входе в систему для tvOS — «Digits», — позволяющую пользователям входить в приложения и службы с помощью простого уникального кода, доступного в Интернете.
13 июня 2016 г. на WWDC 2016 старший вице-президент Apple по интернет-сервисам Эдди Кью объявил о следующей основной версии tvOS, tvOS 10. tvOS 10 принесла новые функции, такие как улучшения поиска Siri, единый вход для кабельных подписок, темный режим. , и новое приложение Remote для управления Apple TV, которое было официально выпущено 13 сентября 2016 года вместе с iOS 10 .
4 июня 2018 года на WWDC 2018 была анонсирована tvOS 12. В tvOS 12 появилась поддержка Dolby Atmos E-AC3, и она была официально выпущена 17 сентября 2018 года вместе с iOS 12 .
13 апреля 2020 года было обнаружено, что Siri Smart Speaker HomePod от Apple начал запускать варианты программного обеспечения tvOS.
22 июня 2020 года на WWDC 2020 было анонсировано tvOS 14. tvOS 14 обеспечила поддержку приложения Home и видео 4K YouTube и была официально выпущена 16 сентября 2020 года вместе с iOS 14 и iPadOS 14 .
7 июня 2021 года на WWDC 2021 было объявлено о выпуске tvOS 15. tvOS 15 принесла новые функции и улучшения, в том числе SharePlay, новый раздел «Доступно вам» в телевизионном приложении и возможность воспроизведения контента с помощью голосовой команды и была официально выпущена 20 сентября 2021 г. вместе с iOS 15 и iPadOS 15 .
6 июня 2022 года на WWDC 2022 была анонсирована tvOS 16. tvOS 16 обеспечила поддержку контроллеров Joy-Con и Pro от Nintendo Switch, была официально выпущена 12 сентября 2022 года вместе с iOS 16 .

### tvOS 9
| Таблица версий: tvOS 9.x — Apple TV HD | Таблица версий: tvOS 9.x — Apple TV HD | Таблица версий: tvOS 9.x — Apple TV HD | Таблица версий: tvOS 9.x — Apple TV HD | Таблица версий: tvOS 9.x — Apple TV HD |
| версия tvOS                            | iOS-версия на основе                   | Код                                    | Дата выхода                            | Функции |
| -------------------------------------- | -------------------------------------- | -------------------------------------- | -------------------------------------- | --- |
| 9,0                                    | 9,0                                    | 13Т396                                 | 29 октября 2015 г.; 7 лет назад        | Первоначальный выпуск на Apple TV (4-го поколения). - Пользовательский интерфейс - Представляет новый пользовательский интерфейс, который использует более светлые цвета и прозрачность, добавляет поддержку управления с помощью совершенно нового пульта дистанционного управления. Этот пульт дистанционного управления можно использовать для навигации по пользовательскому интерфейсу с помощью жестов мультитач на трекпаде пульта дистанционного управления, а не физических кнопок. - Магазин приложений/SDK - Добавлена поддержка совершенно нового SDK для разработчиков, позволяющего создавать приложения для телевизора, включая все API-интерфейсы, включенные в iOS 9, такие как Metal. - Добавляет App Store, который позволяет пользователям просматривать, загружать и устанавливать самые разнообразные приложения, такие как игры, видеоприложения и т. д. - Теперь разработчики могут использовать свой собственный интерфейс внутри своего приложения, а не только интерфейс Apple. - Сири - Добавлена поддержка Siri, которую можно включить, нажав кнопку микрофона на пульте дистанционного управления. - Siri, помимо всех своих возможностей iOS, может принимать множество голосовых команд, адаптированных для телевизора, таких как поиск фильма/телешоу между приложениями, перемотка назад, быстрая перемотка вперед, имя и актёр/режиссёр текущего фильма и даже вернуться назад на 15 секунд. - Опыт - Теперь можно переключаться между двумя приложениями, дважды щелкнув трекпад на пульте дистанционного управления и прокрутив до нужного приложения. - Теперь пользователи могут настраивать домашний экран, размещая в верхнем ряду любые приложения, в том числе сторонние. - Новые кинематографические экранные заставки отображают замедленные изображения живописных городов, когда Apple TV спит. - Теперь можно управлять громкостью телевизора и включать/выключать его, используя только новый пульт Siri Remote и встроенную поддержку HDMI CEC в tvOS. - Сторонние контроллеры - Добавлена поддержка сопряжения сторонних игровых контроллеров Bluetooth для игр. - Apple Музыка - Добавляет поддержку Apple Music для Apple TV. |
| 9.0.1                                  | 9.1                                    | 13Т402                                 | 9 ноября 2015 г.; 7 лет назад          | - Общие улучшения производительности и стабильности. |
| 9.1                                    | 9.2                                    | 13У85                                  | 8 декабря 2015 г.; 7 лет назад         | - Добавлена поддержка управления Apple Music с помощью Siri. - Добавлена поддержка управления Apple TV с помощью приложения Remote для iOS и Apple Watch. - Улучшения в сети и прокрутке. |
| 9.1.1                                  | 9.2.1                                  | 13U717                                 | 25 января 2016 г.; 7 лет назад         | - Общие улучшения производительности и стабильности - Добавляет приложение «Подкасты» на Apple TV. |
| 9.2                                    | 9.3                                    | 13Y234                                 | 21 марта 2016 г.; 6 лет назад          | - Добавляет поддержку папок на Apple TV. - Папку можно создать, выбрав приложение, нажав и удерживая сенсорную панель, нажав кнопку «Воспроизведение/Пауза», а затем выбрав «Новая папка» во всплывающем меню. - Добавлена возможность сопряжения Bluetooth-клавиатур с Apple TV 4-го поколения. - Добавляет переработанный переключатель приложений, аналогичный тому, что есть в iOS 9, а не тому, который есть в iOS 8, как в TVOS 9.1. - Добавлена поддержка iCloud Photo Library и Live Photos. - Позволяет разработчикам добавлять карты в свои приложения с помощью MapKit API. - Siri/Голосовой диктант - Добавлена поддержка голосовой диктовки, позволяющая пользователям вводить текст в текстовые поля с помощью голоса. Голосовую диктовку можно вызвать, выбрав текстовое поле и нажав кнопку Siri на пульте Siri Remote. - Добавлена поддержка поиска в App Store на Apple TV с помощью Siri. - Добавлена поддержка новых языков Siri, включая испанский (США), французский (Канада) и английский (Великобритания и Австралия). - Улучшения удаленного управления - Чтобы перемотать видео вперед/назад в tvOS 9.2, теперь необходимо щелкнуть сенсорную панель, прежде чем проводить пальцем влево или вправо. - Обновляет микропрограмму удаленного доступа, которая включает улучшенную работу датчика движения и поддержку дополнительного оборудования саундбара и приемника. - Улучшения скорости и производительности. |
| 9.2.1                                  | 9.3.2                                  | 13Y772                                 | 16 мая 2016 г.; 6 лет назад            | - Общие улучшения производительности и стабильности. |
| 9.2.2                                  | 9.3.3                                  | 13Y825                                 | 18 июля 2016 г.; 6 лет назад           | Финальное обновление для tvOS 9. - Общие улучшения производительности и стабильности. - Исправление ошибок. |

### tvOS 10
| Таблица версий: tvOS 10.x — Apple TV HD | Таблица версий: tvOS 10.x — Apple TV HD | Таблица версий: tvOS 10.x — Apple TV HD | Таблица версий: tvOS 10.x — Apple TV HD                                | Таблица версий: tvOS 10.x — Apple TV HD |
| версия tvOS                             | iOS-версия на основе                    | Код                                     | Дата выхода                                                            | Функции |
| --------------------------------------- | --------------------------------------- | --------------------------------------- | ---------------------------------------------------------------------- | --- |
| 10,0                                    | 10,0                                    | 14Т330                                  | 13 сентября 2016 г.; 6 лет назад                                       | - Пользовательский интерфейс - Добавляет пользователям возможность выбирать между светлым режимом или новым темным режимом. - Добавлена поддержка значков уведомлений приложений на главном экране tvOS. - Сири - Поддержка поиска контента на YouTube с помощью Siri. - Поддержка поиска контента по теме. - Фото - Добавлена поддержка нового приложения «Фотографии», доступного в iOS 10, которое добавляет новую функцию «Воспоминания». - Музыка - Обновите пользовательский интерфейс Apple Music, чтобы он соответствовал пользовательскому интерфейсу Apple Music на iOS 10 и macOS Sierra. - Контроль - Когда пользователи начинают печатать на Apple TV с помощью пульта Siri Remote, их iPhone с iOS 10 или более поздней версии выдает им уведомление на экране блокировки, позволяющее вводить текст даже без приложения для удаленного доступа, установленного на устройстве iOS. - Разработчики больше не требуют поддержки Siri Remote в играх. Игра теперь может сделать сторонний контроллер MFI необходимым для игрового процесса. - HomeKit - Позволяет управлять аксессуарами HomeKit с Apple TV. - Инструменты разработчика - Добавляет множество новых API, которыми разработчики могут воспользоваться в tvOS, таких как ReplayKit, SpriteKit, SceneKit и другие. |
| 10.0.1                                  | 10.1                                    | 14У71 14У100                            | 24 октября 2016 г.; 6 лет назад 14 ноября 2016 г.; 6 лет назад(14U100) | - Общие улучшения производительности и стабильности. - Исправление ошибок. |
| 10.1                                    | 10.2                                    | 14U593                                  | 12 декабря 2016 г.; 6 лет назад                                        | - Общие улучшения производительности и стабильности. - Новое приложение «ТВ» - Добавлен «Единый вход» |
| 10.1.1                                  | 10.2.1                                  | 14У712а                                 | 23 января 2017 г.; 6 лет назад                                         | - Общие улучшения производительности и стабильности. |
| 10.2                                    | 10.3                                    | 14W265                                  | 27 марта 2017 г.; 5 лет назад                                          | - Добавлена поддержка файловой системы Apple (APFS). - Общие улучшения производительности и стабильности |
| 10.2.1                                  | 10.3.2                                  | 14W585а                                 | 15 мая 2017 г.; 5 лет назад                                            | Безопасность и исправления ошибок - Для получения полной информации об этом исправлении безопасности посетите страницу https://support.apple.com/en-us/HT207801. |
| 10.2.2                                  | 10.3.3                                  | 14W756                                  | 19 июля 2017 г.; 5 лет назад                                           | Финальное обновление для tvOS 10. Обновления 10.2.3 нет. Безопасность и исправления ошибок - Для получения полной информации об этом исправлении безопасности посетите страницу https://support.apple.com/en-us/HT207924. |

### tvOS 11
| Таблица версий: tvOS 11.x — Apple TV HD, Apple TV 4K (1-го поколения) | Таблица версий: tvOS 11.x — Apple TV HD, Apple TV 4K (1-го поколения) | Таблица версий: tvOS 11.x — Apple TV HD, Apple TV 4K (1-го поколения) | Таблица версий: tvOS 11.x — Apple TV HD, Apple TV 4K (1-го поколения) | Таблица версий: tvOS 11.x — Apple TV HD, Apple TV 4K (1-го поколения) |
| версия tvOS                                                           | iOS-версия на основе                                                  | Код                                                                   | Дата выхода                                                           | Функции |
| --------------------------------------------------------------------- | --------------------------------------------------------------------- | --------------------------------------------------------------------- | --------------------------------------------------------------------- | --- |
| 11,0                                                                  | 11,0                                                                  | 15J381                                                                | 19 сентября 2017 г.; 5 лет назад                                      | - Первоначальный выпуск на Apple TV 4K (5-го поколения). - Добавлена поддержка вывода 2160p в HDR10 и Dolby Vision с Apple TV 4K. - Контроль - Добавляет возможность перепрограммировать кнопку ТВ на пульте Siri, чтобы открыть приложение ТВ или вернуться на главный экран. - Добавлена поддержка управления через Пункт управления с устройств под управлением iOS 11 . - Опыт - Apple AirPods автоматически подключаются при сопряжении с устройством, на котором выполнен вход с той же учётной записью iCloud . - Возможность автоматического переключения между светлым и темным режимом в зависимости от времени суток. - Добавляет параметр «Синхронизация домашнего экрана», который синхронизирует приложения и домашние экраны на Apple TV, в которых выполнен вход с одной и той же учётной записью iCloud. - Двойное касание пульта Siri увеличит масштаб видео в столбчатом или почтовом ящике, чтобы заполнить кадр. - Коснувшись временной шкалы второй раз, вы переключитесь на отображение времени суток. - Инструменты разработчика - Увеличивает максимальный размер пакета ресурсов по запросу до 4 ГБ с 200 МБ. - Добавлена поддержка HEVC и HEIF , аппаратного декодирования на Apple TV 4K и программного декодирования на Apple TV (4-го поколения). |
| 11.1                                                                  | 11.1                                                                  | 15J582                                                                | 31 октября 2017 г.; 5 лет назад                                       | Включает исправления ошибок и улучшения безопасности |
| 11.2                                                                  | 11.2                                                                  | 15К106                                                                | 4 декабря 2017 г.; 5 лет назад                                        | Обновление включает поддержку переключения вывода дисплея Apple TV 4K на SDR для приложений, которые привязаны к графическому процессору при работе в HDR, и повторно представляет категорию «Непросмотренные» в разделе «Домашняя коллекция» для фильмов, телешоу и домашнего видео. |
| 11.2.1                                                                | 11.2.1                                                                | 15К152                                                                | 13 декабря 2017 г.; 5 лет назад                                       | Включает исправления ошибок и улучшения безопасности |
| 11.2.5                                                                | 11.2.5                                                                | 15К552                                                                | 23 января 2018 г.; 5 лет назад                                        | Включает исправления ошибок и улучшения безопасности |
| 11.2.6                                                                | 11.2.6                                                                | 15К600                                                                | 19 февраля 2018 г.; 4 года назад                                      | Включает исправления ошибок и улучшения безопасности |
| 11.3                                                                  | 11.3                                                                  | 15Л211                                                                | 29 марта 2018 г. ; 4 года назад                                       | Бета-версия tvOS 11.3 обеспечивает поддержку Dolby Vision для некоторых телевизоров Sony 2017 4K HDR с процессором X1 Extreme. |
| 11,4                                                                  | 11,4                                                                  | 15Л577                                                                | 29 мая 2018 г. ; 4 года назад                                         | Эйрплей 2 - Слушайте любимые песни на всех колонках, совместимых с Apple TV, HomePod и AirPlay 2, которые есть у вас дома. Или играйте что-то другое в каждой комнате одновременно. |
| 11.4.1                                                                | 11.4.1                                                                | 15М73                                                                 | 9 июля 2018 г.; 4 года назад                                          | Финальное обновление для tvOS 11. Исправления ошибок и улучшения |

### tvOS 12
| Таблица версий: tvOS 12.x — Apple TV HD, Apple TV 4K (1-го поколения) | Таблица версий: tvOS 12.x — Apple TV HD, Apple TV 4K (1-го поколения) | Таблица версий: tvOS 12.x — Apple TV HD, Apple TV 4K (1-го поколения) | Таблица версий: tvOS 12.x — Apple TV HD, Apple TV 4K (1-го поколения) | Таблица версий: tvOS 12.x — Apple TV HD, Apple TV 4K (1-го поколения) |
| версия tvOS                                                           | iOS-версия на основе                                                  | Код                                                                   | Дата выхода                                                           | Функции |
| --------------------------------------------------------------------- | --------------------------------------------------------------------- | --------------------------------------------------------------------- | --------------------------------------------------------------------- | --- |
| 12,0                                                                  | 12,0                                                                  | 16J364                                                                | 17 сентября 2018 г.; 4 года назад                                     | - Аудио - Добавлена поддержка пропуска Dolby Atmos E-AC3 на Apple TV 4K, до 7.1.4 каналов - Опыт - Добавлена поддержка автоматической проверки подлинности телевизионного приложения Zero Sign-On с поддерживаемыми поставщиками кабельного телевидения. - Добавляет автозаполнение пароля с iPhone и iPad под управлением iOS 12 или новее. - Добавляет новые воздушные заставки. - Инструменты разработчика - Добавлена поддержка систем управления домом, включая Control4 , Crestron и Savant. - Добавляет поддержку сторонних пультов, включая поддержку Siri. |
| 12.0.1                                                                | 12,0                                                                  | 16J380                                                                | 24 сентября 2018 г.; 4 года назад                                     | Исправления ошибок и улучшения |
| 12.1                                                                  | 12.1                                                                  | 16J602                                                                | 30 октября 2018 г.; 4 года назад                                      | Исправления ошибок и улучшения |
| 12.1.1                                                                | 12.1.1                                                                | 16К45                                                                 | 5 декабря 2018 г.; 4 года назад                                       | Исправления ошибок и улучшения |
| 12.1.2                                                                | 12.1.3                                                                | 16К534                                                                | 22 января 2019 г.; 4 года назад                                       | Исправления ошибок и улучшения |
| 12.2                                                                  | 12.2                                                                  | 16Л226                                                                | 25 марта 2019 г. ; 3 года назад                                       | Улучшения Siri и Apple TV Remote |
| 12.2.1                                                                | 12.2                                                                  | 16L250                                                                | 10 апреля 2019 г. ; 3 года назад                                      | Исправления ошибок и улучшения |
| 12.3                                                                  | 12.3                                                                  | 16М153                                                                | 13 мая 2019 г. ; 3 года назад                                         | - Добавляет переработанное ТВ-приложение - Изменения графического интерфейса в видеоплеере |
| 12,4                                                                  | 12,4                                                                  | 16М568                                                                | 22 июля 2019 г. ; 3 года назад                                        | Исправления ошибок и улучшения |
| 12.4.1                                                                | 12.4.1                                                                | 16М600                                                                | 26 августа 2019 г. ; 3 года назад                                     | Финальное обновление для tvOS 12. Исправления безопасности |

### tvOS 13
| Таблица версий: tvOS 13.x — Apple TV HD, Apple TV 4K (1-го поколения) | Таблица версий: tvOS 13.x — Apple TV HD, Apple TV 4K (1-го поколения) | Таблица версий: tvOS 13.x — Apple TV HD, Apple TV 4K (1-го поколения) | Таблица версий: tvOS 13.x — Apple TV HD, Apple TV 4K (1-го поколения) | Таблица версий: tvOS 13.x — Apple TV HD, Apple TV 4K (1-го поколения) |
| версия tvOS                                                           | iOS-версия на основе                                                  | Строить                                                               | Дата выхода                                                           | Функции |
| --------------------------------------------------------------------- | --------------------------------------------------------------------- | --------------------------------------------------------------------- | --------------------------------------------------------------------- | --- |
| 13,0                                                                  | 13.1                                                                  | 17J586                                                                | 24 сентября 2019 г.; 3 года назад                                     | - Опыт - Добавляет переработанный домашний экран с полноэкранным предварительным просмотром видео. - Изменяет форму значков приложений с более закругленными углами. - Добавляет Центр управления. - Добавлена поддержка нескольких Apple ID для встроенных приложений. - Добавляет прокрутку музыкальных текстов в приложении «Музыка». - Многозадачность "картинка в картинке " в ТВ-приложении . - Добавляет приложение Apple Arcade . - Добавляет новые подводные заставки. - Только меню и кнопка TV пробуждают от сна. - Контроль - Добавлена поддержка беспроводных контроллеров Xbox One и DualShock 4 . - Контент безопасности - https://support.apple.com/kb/HT210604 |
| 13.2                                                                  | 13.2                                                                  | 17К82                                                                 | 28 октября 2019 г. ; 3 года назад                                     | - Добавлена поддержка AirPods Pro . - Другие улучшения стабильности и исправления ошибок. - Контент безопасности - https://support.apple.com/kb/HT210723 |
| 13.3                                                                  | 13.3                                                                  | 17К449                                                                | 10 декабря 2019 г. ; 3 года назад                                     | - Улучшения стабильности и исправления ошибок. - Контент безопасности - https://support.apple.com/kb/HT210790 |
| 13.3.1                                                                | 13.3.1                                                                | 17К795                                                                | 28 января 2020 г. ; 3 года назад                                      | - Контент безопасности - https://support.apple.com/kb/HT210920 |
| 13,4                                                                  | 13,4                                                                  | 17Л256                                                                | 24 марта 2020 г. ; 2 года назад                                       | - Контент безопасности - https://support.apple.com/kb/HT211101 |
| 13.4.5                                                                | 13,5                                                                  | 17Л562                                                                | 20 мая 2020 г. ; 2 года назад                                         | - Улучшения стабильности и исправления ошибок. - Контент безопасности - https://support.apple.com/en-us/HT211171 |
| 13.4.6                                                                | 13.5.1                                                                | 17Л570                                                                | 1 июня 2020 г.; 2 года назад                                          | - Улучшения стабильности и исправления ошибок. - Контент безопасности - https://support.apple.com/en-us/HT211216 |
| 13.4.8                                                                | 13,6                                                                  | 17М61                                                                 | 15 июля 2020 г. ; 2 года назад                                        | Финальное обновление для tvOS 13. - Улучшения стабильности и исправления ошибок. - Контент безопасности - https://support.apple.com/en-us/HT211290 |

### tvOS 14
| Таблица версий: tvOS 14.x — Apple TV HD, Apple TV 4K (1-го и 2-го поколения) | Таблица версий: tvOS 14.x — Apple TV HD, Apple TV 4K (1-го и 2-го поколения) | Таблица версий: tvOS 14.x — Apple TV HD, Apple TV 4K (1-го и 2-го поколения) | Таблица версий: tvOS 14.x — Apple TV HD, Apple TV 4K (1-го и 2-го поколения) | Таблица версий: tvOS 14.x — Apple TV HD, Apple TV 4K (1-го и 2-го поколения) |
| версия tvOS                                                                  | iOS-версия на основе                                                         | Строить                                                                      | Дата выхода                                                                  | Функции |
| ---------------------------------------------------------------------------- | ---------------------------------------------------------------------------- | ---------------------------------------------------------------------------- | ---------------------------------------------------------------------------- | --- |
| 14,0                                                                         | 14,0                                                                         | 18J386                                                                       | 16 сентября 2020 г. ; 2 года назад                                           | - Опыт : - Изменяет форму значков приложений с более закругленными углами и уменьшенным размером. - Добавляет функцию "картинка в картинке " в сторонние приложения. - Добавляет Audio Sharing для одновременного подключения двух комплектов AirPods к Apple TV 4K. - Поддерживает AirPlay с полным разрешением для видео и фотографий 4K на Apple TV 4K. - Переработанный Центр управления. - Поддержка контроллеров Microsoft Elite 2 и Adaptive Xbox One . - Домашний комплект : - Добавляет каналы камер и мониторинг «картинка в картинке» для камер безопасности с поддержкой HomeKit. - Добавляет прямое управление аксессуарами HomeKit в Центре управления. - Разработчик : - Поддержка видео 4K YouTube на Apple TV 4K, поддержка «последних видео YouTube», как сообщается, благодаря поддержке VP9 . |
| 14.0.1                                                                       | 14.0.1                                                                       | 18J400                                                                       | 24 сентября 2020 г. ; 2 года назад                                           | - Это обновление включает общие улучшения производительности и стабильности. |
| 14.0.2                                                                       |                                                                              | 18J411                                                                       | 5 октября 2020 г. ; 2 года назад                                             | - Это обновление включает общие улучшения производительности и стабильности. |
| 14.2                                                                         | 14.2                                                                         | 18К57                                                                        | 5 ноября 2020 г. ; 2 года назад                                              | - Добавлена поддержка использования HomePod в качестве динамика Apple TV. - Добавлена поддержка подписки на план подписки Apple One. |
| 14.3                                                                         | 14.3                                                                         | 18К561                                                                       | 14 декабря 2020 г. ; 2 года назад                                            | - Новая вкладка Apple TV+ в приложении Apple TV. - Добавлена поддержка Apple Fitness . |
| 14,4                                                                         | 14,4                                                                         | 18К802                                                                       | 26 января 2021 г.; 2 года назад                                              | - Улучшения стабильности и исправления ошибок. |
| 14,5                                                                         | 14,5                                                                         | 18Л204                                                                       | 26 апреля 2021 г. ; 21 месяц назад                                           | - Первоначальный выпуск на Apple TV 4K (2-го поколения). - Добавлена поддержка Siri Remote (второго поколения). - Новая настройка калибровки цветового баланса в приложении «Настройки». - Добавлена поддержка Siri в Австрии (немецкий) и Ирландии/Новой Зеландии (английский). - Добавляет поддержку набора текста с клавиатуры в Siri. - Добавлена поддержка автоматической выгрузки неиспользуемых приложений. - Добавлена поддержка игровых контроллеров PlayStation DualSense и Xbox Wireless. |
| 14,6                                                                         | 14,6                                                                         | 18Л569                                                                       | 24 мая 2021 г. ; 20 месяцев назад                                            | - Улучшения стабильности и исправления ошибок. - Добавлена поддержка воспроизведения без потерь и музыки Dolby Atmos в Apple Music на всех моделях Apple TV 4K. |
| 14,7                                                                         | 14,7                                                                         | 18М60                                                                        | 19 июля 2021 г.; 18 месяцев назад                                            | - Улучшения стабильности и исправления ошибок. |

### tvOS 15
| Таблица версий: tvOS 15.x — Apple TV HD, Apple TV 4K (1-го и 2-го поколения) | Таблица версий: tvOS 15.x — Apple TV HD, Apple TV 4K (1-го и 2-го поколения) | Таблица версий: tvOS 15.x — Apple TV HD, Apple TV 4K (1-го и 2-го поколения) | Таблица версий: tvOS 15.x — Apple TV HD, Apple TV 4K (1-го и 2-го поколения) | Таблица версий: tvOS 15.x — Apple TV HD, Apple TV 4K (1-го и 2-го поколения) |
| версия tvOS                                                                  | iOS-версия на основе                                                         | Код                                                                          | Дата выхода                                                                  | Функции |
| ---------------------------------------------------------------------------- | ---------------------------------------------------------------------------- | ---------------------------------------------------------------------------- | ---------------------------------------------------------------------------- | --- |
| 15,0                                                                         | 15,0                                                                         | 19J346                                                                       | 20 сентября 2021 г.; 16 месяцев назад                                        | - Добавлена поддержка управления Apple TV с помощью HomePod или HomePod Mini . - Добавляет строку «Доступно вам» в приложении «ТВ» для фильмов и телешоу, которыми поделились в " Сообщениях " . - Переработан интерфейс видеоплеера. - Аудио : - Добавлена возможность использовать HomePod Mini в качестве динамика, поддерживающего до стереопары. - Добавлена поддержка пространственного звука на Apple TV 4K с AirPods Pro и AirPods Max . - Автоматическое уведомление на экране о подключении наушников семейства AirPods . - Домашний комплект : - Добавляет уведомления от устройств безопасности. - Добавьте поддержку одновременного просмотра нескольких камер HomeKit. - Разработчик : - Включает аутентификацию покупок и вход в приложения с помощью Touch ID или Face ID на сопряженном iPhone или iPad. |
| 15.1                                                                         | 15.1                                                                         | 19J572                                                                       | 25 октября 2021 г.; 15 месяцев назад                                         | - Улучшения стабильности и исправления ошибок. - Добавляет поддержку SharePlay. |
| 15.1.1                                                                       | 15.1                                                                         | 19J581                                                                       | 1 ноября 2021 г.; 14 месяцев назад                                           | - Добавлена поддержка Apple TV в Южной Корее. |
| 15.2                                                                         | 15.2                                                                         | 19К53                                                                        | 13 декабря 2021 г.; 13 месяцев назад                                         | - Новая функция «Воспоминания» в приложении «Фотографии». - Новая вкладка «Магазин» в приложении Apple TV. - Добавлена поддержка подписки на план подписки Apple Music Voice. - Добавляет поддержку Siri для дополнительных языков. - Новые заставки. |
| 15,3                                                                         | 15,3                                                                         | 19К547                                                                       | 26 января 2022 г.; 12 месяцев назад                                          | - Улучшения стабильности и исправления ошибок. - Устраняет несколько уязвимостей безопасности. |
| 15,4                                                                         | 15,4                                                                         | 19Л440                                                                       | 14 марта 2022 г.; 10 месяцев назад                                           | - Поддержка авторизованных портальных сетей через подключенный iPhone или iPad. - Добавляет очередь «Далее» и регулятор громкости в видеоплеер. - Добавляет аутентификацию покупки с помощью Apple Watch. - Добавлена поддержка отображения камер HomeKit в режиме "картинка в картинке ". |
| 15.4.1                                                                       | 15.4.1                                                                       | 19Л452                                                                       | 31 марта 2022 г.; 9 месяцев назад                                            | - Улучшения стабильности и исправления ошибок при настройке/восстановлении Apple TV. |
| 15,5                                                                         | 15,5                                                                         | 19Л570                                                                       | 16 мая 2022 г.; 8 месяцев назад                                              | - Улучшения стабильности и исправления ошибок. |
| 15.5.1                                                                       |                                                                              | 19Л580                                                                       | 25 мая 2022 г.; 8 месяцев назад                                              | - Исправлена ошибка, из-за которой воспроизведение музыки могло остановиться через некоторое время. |
| 15,6                                                                         | 15,6                                                                         | 19М65                                                                        | 20 июля 2022 г.; 6 месяцев назад                                             | - Улучшения стабильности и исправления ошибок. |

### tvOS 16
| Таблица версий: tvOS 16.x — Apple TV HD, Apple TV 4K (1-го, 2-го и 3-го поколения) | Таблица версий: tvOS 16.x — Apple TV HD, Apple TV 4K (1-го, 2-го и 3-го поколения) | Таблица версий: tvOS 16.x — Apple TV HD, Apple TV 4K (1-го, 2-го и 3-го поколения) | Таблица версий: tvOS 16.x — Apple TV HD, Apple TV 4K (1-го, 2-го и 3-го поколения) | Таблица версий: tvOS 16.x — Apple TV HD, Apple TV 4K (1-го, 2-го и 3-го поколения) |
| версия tvOS                                                                        | iOS-версия на основе                                                               | КОД                                                                                | Дата выхода                                                                        | Функции |
| ---------------------------------------------------------------------------------- | ---------------------------------------------------------------------------------- | ---------------------------------------------------------------------------------- | ---------------------------------------------------------------------------------- | --- |
| 16,0                                                                               | 16,0                                                                               | 20J8378                                                                            | Предустановлен                                                                     | - Первоначальный выпуск на Apple TV 4K (3-го поколения). - Добавлена поддержка контроллеров Joy-Cons и Pro от Nintendo Switch, а также дополнительных игровых контроллеров Bluetooth и USB. - Добавлена поддержка HDR10+ в приложении Apple TV - Добавляет превью видео в приложение Apple TV. - Добавляет на экран показатели интенсивности с Fitness+                                                                |
| 16,0                                                                               | 16,0                                                                               | 20J373                                                                             | 12 сентября 2022 г.; 4 месяца назад                                                | - Первоначальный выпуск на Apple TV 4K (3-го поколения). - Добавлена поддержка контроллеров Joy-Cons и Pro от Nintendo Switch, а также дополнительных игровых контроллеров Bluetooth и USB. - Добавлена поддержка HDR10+ в приложении Apple TV - Добавляет превью видео в приложение Apple TV. - Добавляет на экран показатели интенсивности с Fitness+                                                                |
| 16.1                                                                               | 16.1                                                                               | 20К71                                                                              | 24 октября 2022 г.; 3 месяца назад                                                 | - Переработанный интерфейс Siri и распознавание голоса для шести пользователей. - Поддержка «Привет, Siri» с наушниками семейства AirPods |
| 16.1.1                                                                             | 16.1                                                                               | 20К80                                                                              | 16 ноября 2022 г.; 2 месяца назад                                                  | - Только для Apple TV 4K (3-го поколения) 128 ГБ. - Исправлена ошибка, из-за которой Apple TV не могла устанавливать приложения. |
| 16.2                                                                               | 16.2                                                                               | 20К362                                                                             | 13 декабря 2022 г.; 48 дней назад                                                  | - Добавляет возможность настроить язык Siri так, чтобы он отличался от языка, отображаемого на Apple TV. - Добавлена языковая поддержка Siri для датского в Дании, французского и немецкого в Люксембурге и английского в Сингапуре. - Добавляет бит за битом тексты песен в реальном времени в Apple Music . - Добавляет возможность управлять громкостью вокала песен в Apple Music на Apple TV 4K (3-го поколения). |
| 16,3                                                                               | 16,3                                                                               | 20К650                                                                             | 24 января 2023 г.; 6 дней назад                                                    | - Улучшения стабильности и исправления ошибок. |